# Pazzia nell'antica Roma
Le prime concezioni della pazzia nell'antica Roma furono essenzialmente animistiche: i sintomi erano cioè considerati espressione di forze esterne al soggetto, come le divinità, che influenzavano l'agire dell'uomo. Tale interpretazione separava dunque dalla persona la malattia mentale che si pensava avesse una causa soprannaturale.
Nella religione romana, per esempio, vi era la credenza che i lemuri, spiriti dei morti, ossia anime che non riuscivano a trovare riposo a causa della loro morte violenta, tornassero sulla terra a tormentare i vivi, perseguitandoli fino a portarli alla pazzia..

## Ippocrate
Fu il greco Ippocrate (460 a.C.-377 a.C.) o qualcuno appartenente alla sua scuola medica che per la prima volta nell'opera De morbo sacro, dedicato alla cura dell'epilessia,  associò la malattia mentale all'azione del cervello,
Un organo fisico alterato dunque, sul quale i riti dei sacerdoti e degli sciamani non avevano alcuna effetto curativo: 
Ancora nel II secolo d.C. Svetonio (70 d.C.-130 d.C.) riproponeva la tesi dell'origine religiosa della follia, ipotizzando che Lucrezio (94 a.C-50 a.C.) fosse un pazzo colpito da epilessia sulla base dell'arcaica credenza che il poeta fosse di per sé sempre un invasato secondo la tradizione per la quale gli epilettici fossero sacri ad Apollo e da lui ispirati nelle loro creazioni. 
Questa ipotesi della follia di Lucrezio fu ripresa nel Chronicon di San Girolamo (IV sec. d.C.) che probabilmente voleva screditare il poeta affermando che la sua presunta morte per suicidio sarebbe stata l'esito di un modo di pensare perverso.

## Celso
Nel I sec. d.C. il romano Celso (14 a.C. circa – 37 d.C. ca.), nei suoi otto volumi del De medicina approfondì il tema delle malattie mentali concepite come patologie che colpivano il corpo nella sua interezza. Egli, usando una diversa terminologia ancora oggi in uso, riprese le classificazioni dei disturbi mentali elaborate da Ippocrate: mania, furore, frenesia, follia, delirio. 
Celso, pur non essendo un medico di professione, intuì l'importanza del rapporto medico-paziente e l'utilizzo di strumenti terapeutici come il gioco, il dialogo, la lettura e la musica, abbandonando l'uso di costrizioni come le catene, le percosse e le punizioni, usate solo per i più violenti; in qualsiasi caso, egli constatava come la solitudine non facesse che aggravare le condizioni mentali del paziente.
In questo periodo si cominciarono a studiare le cause della follia e tra queste s'identificò l'alcolismo. Sosteneva Plinio il Vecchio (23 d.C.-79 d.C.) che il vino fosse «un prodotto tanto adatto a confondere l’intelletto umano e suscitare pazzia, causa di migliaia di delitti.»

## Seneca
La concezione filosofica stoica di Lucio Anneo Seneca (4 a.C.-65 d.C.) lo porta a considerare la pazzia come effetto di chi è preda di passioni incontrollabili
Accanto a questa visione filosofica della pazzia come malattia dell'anima, Seneca identifica chiaramente anche una causa fisica sulla quale deve intervenire la cura del medico poiché la follia «deriva da una malattia», «è effetto di debole salute» causata «dall'umor nero» secondo la teoria umorale di Ippocrate.
La prima causa della malattia mentale per Seneca è l'ira:
Una descrizione dai tono tragici e cruenti degli effetti della pazzia Seneca presenta nel dramma Hercules furens dove Ercole, colpito da Giunone che ha scatenato contro di lui le Furie guidate da Megera, diviene preda di allucinazioni che lo portano ad uccidere i figli e la moglie.

## Galeno
Nell'età di Traiano (98-117 d.C.) visse a Roma il medico Celio Aureliano seguace della scuola medica dei Metodici fondata sulla dottrina epicurea. Celio polemizzò nei confronti di quelli che per la cura delle malattie mentali adottavano mezzi coercitivi sostenendo l'efficacia terapeutica dell'idroterapia
La medicina romana si avvalse infine dell’importante contributo di Claudio Galeno (129-201 d.C.) che operò per la cura della pazzia una commistione tra le teorie filosofiche e le analisi naturali dei medici. Accolse la terapia prescritta da Ippocrate che s'indirizzava verso rimedi fisici come bagni caldi e freddi, salassi, unguenti, purganti, trattamenti questi che furono adottati anche a Roma sino alla caduta dell'Impero. Praticò l'anatomia e la neurofisiologia, scoprendo nel sistema nervoso centrale, e in specie nel cervello, l'origine delle funzioni psichiche e, come Ippocrate, affermò che alcune malattie mentali erano l'effetto di una lesione cerebrale. La pazzia dunque non aveva nulla a che fare con i miti religiosi ma, come la dottrina umorale di Ippocrate aveva rivelato:

## Le leggi
Coerentemente con la loro tradizione giuridica i Romani si preoccuparono di definire gli aspetti legali delle malattie mentali. Il Corpus Iuris Civilis stabiliva che se al momento del fatto criminale fossero in atto disturbi mentali la colpevolezza del reo veniva attenuata. Tuttavia, il giudizio sulla sanità mentale dell'imputato non era demandata a medici ma era il giudice stesso a stabilirla e, qualora avesse riscontrato la presenza della malattia nel criminale, questi veniva affidato a parenti o a guardiani appositamente nominati.
Specifiche leggi poi furono promulgate per regolamentare la capacità del malato mentale di sposarsi, di divorziare, di disporre della proprietà, di scrivere un testamento e di testimoniare.
Nell'età di Giustiniano i malati mentali rimasti privi di ogni cura vennero internati negli istituti per i poveri e gli infermi.